# Farakka Barrage Township
Farrakka Barrage Township è una suddivisione dell'India, classificata come census town, di 21.794 abitanti, situata nel distretto di Murshidabad, nello stato federato del Bengala Occidentale. In base al numero di abitanti la città rientra nella classe III (da 20.000 a 49.999 persone).

## Geografia fisica
La città è situata a 24° 49' 0 N e 87° 54' 0 E e ha un'altitudine di 11 m s.l.m..

## Società

### Evoluzione demografica
Al censimento del 2001 la popolazione di Farrakka Barrage Township assommava a 21.794 persone, delle quali 11.348 maschi e 10.446 femmine. I bambini di età inferiore o uguale ai sei anni assommavano a 2.769, dei quali 1.404 maschi e 1.365 femmine. Infine, coloro che erano in grado di saper almeno leggere e scrivere erano 14.916, dei quali 8.288 maschi e 6.628 femmine.